# Czuni László (motorversenyző, 1985)
ifj. Czuni László (Budapest, 1985. október 6. –) magyar motokrossz versenyző, edző, ötszörös magyar bajnok. 2012-ben az év motokrosszozója.

## Pályafutása
Mindössze háromévesen kapta meg első motorját. Már ekkor sikerült a dobogó legfelső fokára állnia. Gyorsasági és szlalom gyerekversenyeken vett részt. Ekkor még Magyarországon nem rendeztek motokrossz versenyeket kicsiknek. 1996-ban ült fel az első 80 köbcentis motorjára, ekkor kezdődött el a profi pályafutása, azóta igazolt versenyző. Jelenleg az MX1-es kategóriában indul. 
Tehetségét édesapjától, id. Czúni Lászlótól örökölte, aki a múlt egyik legnagyobb hazai és nemzetközi versenyzőjeként vált híressé, így beírta magát a magyar motorsport történelmébe. 2006-os évben másodikként szerzett világbajnoki pontot Magyarországnak. 2007-ben MX1-es kategóriában bajnok lett. Ebben az évben a bajnoksággal párhuzamosan Európa-bajnoki futamokon is elindult, ahol mindig dobogós helyezést ért el. 2009-ig sohasem vett részt még magyar versenyző a tengerentúlon komoly tét versenyen. 
2009-ben Czuni László elindult a Canada Pro Mx Nationals versenysorozat első három futamán. 2011-ben technikai okok miatt nem vett részt versenyeken. Egy év kihagyás után, 2012-ben a KTM Kecskemét színeiben állt a rajtgéphez ifj. Németh Kornél csapattársaként. Az országos bajnokság első futamán, Hódmezővásárhelyen. A délelőtt még sáros pályán nagyon gyors időket ment a KTM-en – 5 másodperccel gyorsabb volt az edzésmásodik Szőke Márknál, és 6-tal a harmadik Lécz Gergelynél. Ugyanakkor Czuni nem megnyerte, hanem elveszítette ezt az időmérőt ugyanis egy kanyarban keresztbe állt a csúszós pályán és olyan szerencsétlenül esett, hogy eltörte a csuklóját. 2012-es évet sérülés miatt csak a szezon második felében tudta megkezdeni. 
Felépülése után mindvégig a dobogón végezett viszont a bajnoki címről a késői felépülés miatt le kellett mondania. 2012-ben Kőszárhegyen a sprintcross szuperkupát is megnyerte így egy évig a vándorserleget ő birtokolhatja. 2011-ben megalapította a CZUNI MX SCHOOL nevű motoros iskolát így már a szabadidejében is edzőként a motokrosszal foglalkozik. Jelenleg a Semmelweis Egyetem edzői tagozatának hallgatója. A Pest Megyei Szigetújfaluban él. 2013-ban az Mxonline olvasói megválasztották az év motokrosszozójává és a Full-Gas Racing Team színeiben áll rajthoz ebben az évben.

## Korábbi csapatai
- Kiskunlacháza MS
- Nyársapáti ME
- Real Motorcentrum
- Suzuki Hollós
- KTM Kecskemét – Bódis Motor

## Eredményei
| Év   | Bajnokság                             | Helyezés                                   |
| 1996 | Országos bajnokság 80ccm              | 2.                                         |
| 1996 | Nemzetközi Duna Kupa 80ccm            | 2.                                         |
| 1997 | Országos bajnokság 80ccm              | 1.                                         |
| 1997 | Nemzetközi Duna Kupa 80ccm            | 1.                                         |
| 1998 | Országos bajnokság 80ccm              | 1.                                         |
| 1998 | Nemzetközi Duna Kupa 80ccm            | 1.                                         |
| 1998 | Teremkrossz                           | 1.                                         |
| 1999 | Országos bajnokság 80ccm              | 1.                                         |
| 1999 | Nemzetközi Duna Kupa 80ccm            | 1.                                         |
| 2000 | Országos bajnokság 125ccm II. osztály | 1.                                         |
| 2000 | Nemzetközi Duna Kupa 125ccm           | 1.                                         |
| 2000 | Junior Kupa 125ccm                    | 1.                                         |
| 2000 | Első éjszakai krossz                  | 1.                                         |
| 2001 | Országos bajnokság 125ccm             | 7.                                         |
| 2001 | Éjszakai krossz                       | 1.                                         |
| 2002 | Országos bajnokság 125ccm             | 4.                                         |
| 2002 | Junior Európa-bajnokság               | 8.                                         |
| 2003 | Országos bajnokság 125ccm             | 4.                                         |
| 2003 | Közép Európa Kupa                     | Magyarország: 3. Szlovákia: 1.             |
| 2004 | Országos bajnokság 250ccm             | 2.                                         |
| 2005 | Országos bajnokság 250ccm             | 4.                                         |
| 2005 | Kawasaki Kupa                         | 2.                                         |
| 2006 | Országos bajnokság 250ccm             | 3.                                         |
| 2006 | MX3 Világbajnokság                    | Legjobb helyezés: 11.                      |
| 2007 | Országos Bajnokság Mx1                | 1.                                         |
| 2007 | Szlovák Magyar Kupa Mx1               | 1.                                         |
| 2007 | Európa-bajnokság Mx open              | Románia: 3. Szlovénia: 3. Magyarország: 2. |
| 2008 | Országos Bajnokság Mx1                | 5.                                         |
| 2008 | Magyar Köztársaság Kupa Mx1           | 1.                                         |
| 2008 | Szlovák Magyar Kupa Mx1               | 1.                                         |
| 2009 | Kanada – állami verseny               | 1. verseny: 2. 2. verseny: 6.              |
| 2009 | Országos Bajnokság Mx1                | Kőszárhegy: 2.                             |
| 2010 | Országos Bajnokság Mx1                | 3.                                         |
| 2012 | Országos Bajnokság Mx1                | Bugyi: 2. Nyársapát: 1. Csapatbajnoki: 3.  |
| 2010 | Kőszárhegyi Sprint Cross Super Cup    | Kőszárhegy: 1.                             |